# Gesellschaft für Wissenschaftsforschung
Die Gesellschaft für Wissenschaftsforschung (kurz: GeWiF) ist eine wissenschaftliche Fachgesellschaft mit Sitz in Berlin.
Sie veranstaltet jährlich Tagungen und publiziert seit 1996 das Jahrbuch Wissenschaftsforschung, das seit 2002 im Volltext im Netz frei verfügbar gemacht wird.
Die Gesellschaft hat die Rechtsform eines eingetragenen Vereins. „Zweck des Vereins ist es, wissenschaftliche Untersuchungen von Zusammenhängen der Wissenschaftsentwicklung in Vergangenheit und Gegenwart zu fördern.“ Die GeWiF wurde 1991 gegründet, u. a. von Heinrich Parthey, Hubert Laitko, Klaus Fuchs-Kittowski und Hildrun Kretschmer.
Vereinsvorstand (Stand 2024):
- Erster Vorsitzender:  Harald A. Mieg
- Zweiter Vorsitzender: Rainer Zimmermann
- Schriftführer: Hubert Laitko (bis zu seinem Tod am 9. September 2024)
- Schatzmeister: Frank Havemann